# Gouville-sur-Mer
Gouville-sur-Mer är en kommun i departementet Manche i regionen Normandie i norra Frankrike. Kommunen ligger i kantonen Saint-Malo-de-la-Lande som tillhör arrondissementet Coutances. År 2018 hade Gouville-sur-Mer 2 034 invånare.

## Befolkningsutveckling
Antalet invånare i kommunen Gouville-sur-Mer
| Referens: INSEE |